# Imposta sugli intrattenimenti
L'imposta sugli intrattenimenti, nel sistema tributario italiano, è una imposta a cui sono assoggettati gli introiti derivanti da alcune attività del settore dello spettacolo, degli intrattenimenti e dei giochi. 
È regolata dal decreto legislativo 26 febbraio 1999, n. 60, e sostituisce la precedente "imposta sugli spettacoli". 
Sono soggette a questa imposta, oltre al versamento dell'IVA, le attività di esecuzione di musica non dal vivo, l'utilizzo di apparecchi da gioco o intrattenimento (come biliardi e biliardini, utilizzo di strumenti multimediali a fini ludici; bowling; noleggio dei go-kart) e l'ingresso in sale da gioco o scommesse. Tutte le altre attività di spettacolo e intrattenimento sono invece soggette al solo regime IVA ordinario.

## Disciplina legislativa
Gli introiti derivanti da attività di spettacolo descritte nel D.P.R 26 ottobre 1972 n. 640 erano sottoposti indistintamente ad un’unica tassa sugli spettacoli. 
Il presupposto di imposta era adattato ad un elenco di attività fiscalmente rilevanti contenute nella Tariffa allegata al suddetto D.P.R. 
A seguito della necessità sempre più pregnante di coordinare la tassa sugli spettacoli con quella ai fini IVA e, dall’altro lato, la frammentarietà del presupposto d’imposta, hanno portato alla riforma contenuta nel D.Lgs. 26 febbraio 1999 n. 60, con il quale si sancisce la definitiva separazione tra attività di spettacolo e attività di intrattenimento. 
Il criterio distintivo tra le due categorie risiede nel grado di partecipazione del pubblico: nello spettacolo la presenza degli spettatori ha una natura prevalentemente passiva, mentre nel caso dell’intrattenimento, il pubblico ha una funzione attiva.

Il D.Lgs. 26 febbraio 1999 n. 60 ha così istituito l’imposta sugli intrattenimenti e ha introdotto l’articolo 74quater al D.P.R. 26 ottobre 1972 n.633 che disciplina il nuovo regime delle attività di spettacolo, elencate nella Tabella C del medesimo decreto.
Bisogna sottolineare, però, che l’unitarietà della disciplina che accomunava tanto le attività di spettacolo quanto quelle di intrattenimento non è andata completamente perduta. Esistono, infatti, obblighi di certificazione di corrispettivi (ossia lo scontrino fiscale) per mezzo di titolo di accesso e la sottoposizione ai poteri di controllo esercitati da parte della Società Italiana degli Autori ed Editori.

### Poteri S.I.A.E
La nuova disciplina in materia di imposta sugli spettacoli e di imposta sugli intrattenimenti ha ridisegnato i rapporti tra Società Italiana Autori ed Editori (S.I.A.E.) e soggetti passivi,  rendendo ancora più incisivi i poteri di controllo. 
In virtù di tale nuova disciplina legislativa è prevista una più profonda cooperazione tra S.I.A.E. e Agenzia delle Entrate con il fine di limitare i casi di violazioni di legge e di acquisire elementi utili all’accertamento, potendo procedere d’ufficio oppure su richiesta degli Uffici competenti dell’Amministrazione Finanziaria.
Tale cooperazione riguarda il controllo delle modalità di svolgimento delle manifestazioni e delle attività realizzate dai soggetti passivi d’imposta, come pure delle modalità di vendita, emissione e prevendita dei titoli d’ingresso che conferiscono il diritto di accesso e il godimento degli altri servizi forniti nel corso di spettacoli, intrattenimenti e giochi.
La S.I.A.E. ha poteri di accesso, ispezione e verifica relativamente:
- Alle attività soggette ad imposta sugli intrattenimenti;
- A tutte le imprese di spettacolo soggette a regime di IVA normale;
- A tutte le associazioni dilettantistiche che attuano la disciplina tributaria prevista dalla L.16 dicembre 1991, n.398.[5]

## Attività di intrattenimento

### Presupposto oggettivo
L’articolo 1 del D.Lgs. 26 febbraio 1999 n. 60 delimita l’ambito di applicazione dell’imposta sugli intrattenimenti. Sono soggette all’applicazione della suddetta imposta gli intrattenimenti, i giochi e altre attività elencate nella tariffa allegata al decreto. 
In particolare, la tariffa divide le varie attività in quattro gruppi:
1. Esecuzioni musicali, esclusi concerti e intrattenimento di tipo danzante, qualora la durata dell’esecuzione musicale dal vivo non superi la metà della durata complessiva di apertura al pubblico esercizio;
2. L’utilizzo di biliardi, di biliardini o qualsiasi apparecchio funzionante a gettoni, monete, ecc, che abbia lo scopo di divertire o intrattenere, che si trovi in luoghi pubblici; utilizzo di strumenti multimediali a fini ludici; bowling; noleggio dei go-kart;
3. Ingresso in sala da gioco e centri scommesse;
4. Esercizio del gioco in case da gioco o qualsiasi altro luogo a questo destinato.[3]

### Presupposto soggettivo
L’articolo 2 prevede una definizione onnicomprensiva riguardo al presupposto soggettivo di applicazione del tributo, affermando che l’imposta si applichi a chiunque organizzi intrattenimenti o altre attività contenute nella tariffa allegata al decreto.

### Base imponibile
La base imponibile è costituita sia dal corrispettivo dei singoli titoli di accesso (anche emessi in abbonamenti tanto per l’ingresso quanto per l’occupazione del luogo), sia dal prezzo pagato per assistere o prendere parte agli intrattenimenti o alle altre attività contenute dell’elenco della tariffa allegata, al netto dell’imposta sul valore aggiunto. Da ciò deriva che a parità di prezzo, l’imponibile sarà diverso a seconda che il contribuente sia o meno soggetto IVA. 
Si considera base imponibile anche: 
- la maggiorazione dei prezzi sulle consumazioni o sui servizi offerti al pubblico;
- i compensi derivanti dalle cessioni e dalle prestazioni dei servizi accessori imposti;
- il prezzo degli abbonamenti, i guadagni derivanti delle sponsorizzazioni, dei diritti televisivi, i contributi erogati da qualsiasi soggetto e ogni altro guadagno che abbia una connessione all’utilizzo e all’organizzazioni degli intrattenimenti e delle altre attività elencate.

Qualora gli intrattenimenti o le attività fossero organizzate da enti, società o associazioni con soci propri, rappresentano base imponibile ai fini dell’imposta sugli intrattenimenti: 
- le quote sociali, qualora tale persona giuridica abbia il solo scopo di organizzare intrattenimenti;
- la parte dei contributi sociali destinati all’attività di intrattenimento, qualora l’associazione svolga anche altre attività nei confronti dei soci;
- i determinati corrispettivi pagati dai soci.

Per ultimo, al fine di determinare la base imponibile non si tiene conto delle somme dovute a titolo di rivalsa obbligatoria dell’imposta sugli intrattenimenti. Ciò significa che bisogna scindere la quota relativa all’imposta sugli intrattenimenti e l’IVA se dovuta.

### Aliquota fiscale
Con riguardo all’aliquota fiscale, l’articolo 4 prevede che questa sia stabilita nella tariffa allegata al decreto.
Nello specifico:
- Per le esecuzioni musicali, esclusi concerti e intrattenimento di tipo danzante, qualora la durata dell’esecuzione musicale da vivo non superi la metà della durata complessiva di apertura al pubblico esercizio, l'aliquota è fissata al 16 per cento;
- Per l’utilizzo di biliardi, di biliardini o qualsiasi apparecchio funzionante a gettoni, monete, ecc, che abbia lo scopo di divertire o intrattenere, che si trovi in luoghi pubblici; utilizzo di strumenti multimediali a fini ludici; bowling; noleggio dei go-kart, l'aliquota è dell'8 per cento;
- Per l'ingresso in sala da gioco e centri scommesse, l'aliquota è al 60 per cento;
- Per l'esercizio del gioco in case da gioco o qualsiasi altro luogo a questo destinato, l'aliquota è del 10 per cento.[1]

### Fini di beneficenza
L’articolo 5 prevede che qualora l’attività di intrattenimento sia svolta con scopi benefici, è prevista una disciplina di favore. Nello specifico, la base imponibile è ridotta del cinquanta per cento, purché sussistano le seguenti condizioni: il guadagno deve essere destinato ad enti pubblici e Onlus per fini benefici; gli intrattenimenti non possono essere superiori a dodici giornate annuali; le donazioni non possono essere inferiori a due terzi degli incassi; deve essere presentata una dichiarazione di attività alla S.I.A.E.; deve essere scritto un rendiconto di entrate e spese.

### IVA
L’IVA si applica sulla stessa base imponibile dell’imposta sugli intrattenimenti.